# Диплодиозы

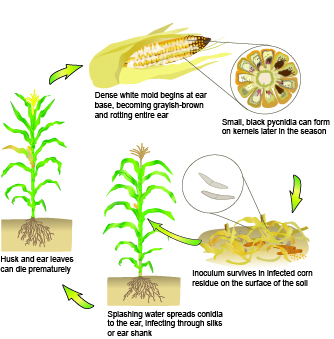
Цикл развития диплодиоза на кукурузе

Диплодиозы — группа болезней растений, вызываемых несовершенными грибами рода Диплодия (Diplodia) и Микродиплодия (Microdiplodia).
Поражают около 40 видов растений разных семейств, в том числе овощные и бахчевые культуры, виноград, рис, хлопчатник. Развитию заболевания способствуют повышенная влажность и высокая температура воздуха. Наиболее широко распространены диплодиозы:
— кукурузы (возбудитель Diplodia zeae): поражаются листья, стебли и початки; на листьях и листовых влагалищах образуются бурые пятна и могут появляться пикниды. На стеблях возникает белый налёт; они размягчаются и становятся ломкими. На початках заметна белая ватообразная грибница; на зерновках — черновато-серые плодовые тела гриба; сильно поражённые початки остаются недоразвитыми. Урожайность существенно снижается, ухудшаются пищевые качества и всхожесть семян.
— цитрусовых (возбудитель Diplodia natalensis): побеги и листья чернеют и усыхают, на лимоне отсыхают верхушки побегов и увядают листья.
— конопли (возбудитель Diplodia cannabina): в конце вегетационного периода на стеблях появляются пятна, на которых рассеяны чёрные пикниды.
— сосновых (возбудитель Sphaeropsis sapinea (sin.: Diplodia sapinea)): инфекционное усыхание побегов деревьев семейства Сосновые.
Для профилактики заболевания рекомендуется использование устойчивых сортов, протравливание семян, севооборот и уничтожение растительных остатков. У цитрусовых уничтожают поражённые органы, растения обрабатывают фунгицидами.